# Miscanthidium
Miscanthidium és un gènere de plantes de la família de les poàcies, ordre de les poals, subclasse de les commelínides, classe de les liliòpsides, divisió dels magnoliofitins.

## Taxonomia
- Miscanthidium antsirabense
- Miscanthidium capense
- Miscanthidium erectum
- Miscanthidium flavescens
- Miscanthidium flucescens